# Oryzomys gorgasi
Oryzomys gorgasi là một loài động vật có vú trong họ Cricetidae, bộ Gặm nhấm. Loài này được Hershkovitz mô tả năm 1971.
Lần đầu tiên được thu thập dưới dạng động vật sống vào năm 1967, loài này chỉ được biết đến từ một số địa phương, bao gồm đầm lầy nước ngọt ở vùng đất thấp phía tây bắc Colombia và một hòn đảo ngập mặn ở tây bắc Venezuela. Trrước đây loài này hiện diện trên đảo Curaçao ngoài khơi tây bắc Venezuela; Quần thể đã tuyệt chủng này được mô tả là một loài riêng biệt, Oryzomys curasoae, nhưng không khác về mặt hình thái với các quần thể trên đất liền.
Oryzomys gorgasi là một loài có kích thước trung bình, màu nâu với bàn chân lớn và chuyên biệt. Nó khác với các loài Oryzomys khác ở một số đặc điểm của hộp sọ. Chế độ ăn bao gồm động vật giáp xác, côn trùng và nguyên liệu thực vật, và tuyến trùng ký sinh lây nhiễm cho nó. Loài này được Liên minh Bảo tồn Thiên nhiên Quốc tế xếp vào danh sách "Nguy cấp" do môi trường sống bị phá hủy và cạnh tranh với loài chuột đen (Rattus rattus).

## Hình ảnh

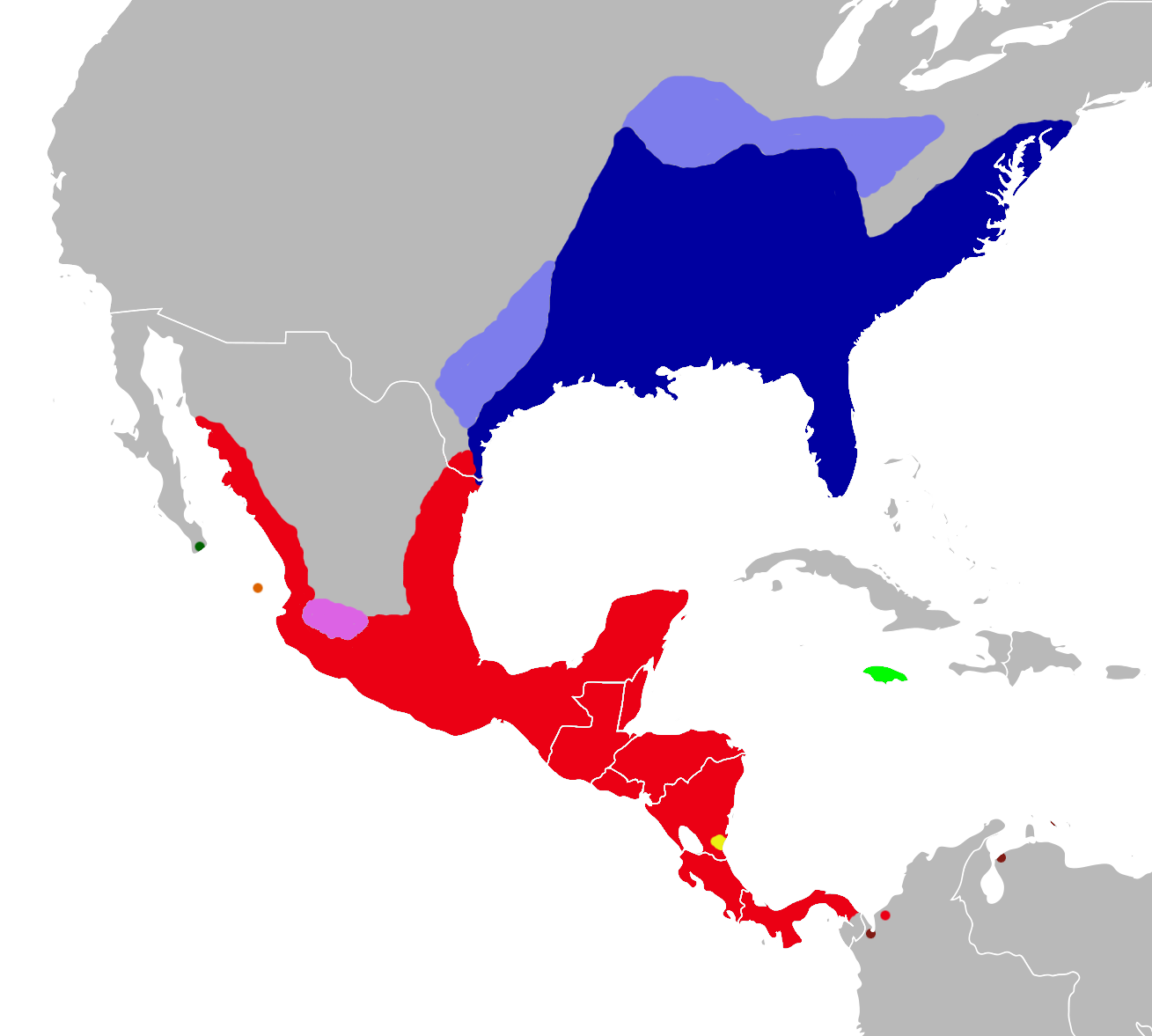